# Bethingen
Bethingen ist ein Ortsteil der Gemeinde Mettlach im Landkreis Merzig-Wadern (Saarland). Von 1957 bis Ende 1973 war Bethingen eine eigenständige Gemeinde.

## Lage
Der Ort liegt im Südwesten der Gemeinde im Tal des Salzbaches, der nahe der Saarschleife bei Dreisbach in die Saar mündet.

## Geschichte
Der Ort wurde erstmals im Jahr 1030 in einer Schenkung der Markgräfin Jutha von Lothringen erwähnt. Die Odilienkirche und der Odilienbrunnen wurden erstmals 1630 erwähnt. Von 1330 bis zum Jahr 1920 war Bethingen Wallfahrtsort. Die Pilger erbaten an der Kapelle der heiligen Odilia Hilfe bei Augenleiden. Die Odilienkapelle musste im Zuge des Straßenbaus im Jahr 1953 abgerissen werden. Die neue Odilienkapelle wurde in den Jahren 1955 bis 1960, etwa 250 m vom alten Standort entfernt, erbaut und am Pfingstmontag 1961 konsekriert. Ihr schlanker Glockenturm ist an der Vorderseite offen und gibt Einblick in das zweigeteilte Innere. Das im oberen Turmteil untergebrachte Glockengeschoss enthält eine kleine Glocke. Die darunter befindliche schachtartige Halle dient als Eingangshalle der Kapelle und birgt das Kriegerdenkmal der Gemeinde für die aus Bethingen stammenden Opfer der beiden Weltkriege des 20. Jahrhunderts. Der aus Nennig stammende Künstler Nikolaus Schmitt-Nennig fertigte in diesem Zusammenhang im Jahr 1960 für die Rückwand der Glockenturmhalle ein großformatiges Sgraffito, das den Erzengel Michael im Kampf mit dem Satansdrachen darstellt. Eine ähnliche Komposition hatte der Künstler bereits im Jahr 1955 für die Fassade des Bildungshauses Sonnental in Wallerfangen gefertigt. Die in Bethingen in den Putz eingekratzte Widmung lautet „HL. MICHAEL KÄMPFER GOTTES LEITE SIE INS HEILIGE LICHT“. Darunter ist eine Metallplatte mit den Namen der Gefallenen angebracht. Am Treppenaufgang zur Odilienkapelle steht eine Pietà-Skulptur.
Bethingen bildete ursprünglich mit dem benachbarten Wehingen die Gemeinde Wehingen-Bethingen. Diese wurde am 1. Januar 1957 in die beiden Gemeinden Bethingen und Wehingen aufgespalten. Am 1. Januar 1974 wurde Bethingen in die Gemeinde Mettlach eingegliedert.
Bethingen, dessen Ortsname vom germanischen Namen Batho abstammt, ist heute reiner Wohnort.